# Rugby-Union-Südamerikameisterschaft 2001
Die Rugby-Union-Südamerikameisterschaft 2001 (spanisch Sudamericano de Rugby 2001) der Division A war die 23. Ausgabe der südamerikanischen Kontinentalmeisterschaft in der Sportart Rugby Union. Teilnehmer waren die Nationalmannschaften von Chile, Paraguay und Uruguay sowie die Reserve-Nationalmannschaft Argentiniens. Den Titel gewann zum 22. Mal Argentinien.
Parallel dazu fand der Wettbewerb der Division B statt, der vier weitere Nationalteams aus Brasilien, Kolumbien, Peru und Venezuela umfasste.

## Division A

### Tabelle
Für einen Sieg gab es drei Punkte, für ein Unentschieden zwei Punkte, bei einer Niederlage einen Punkt.
|    | Land           | Spiele | Siege | Unent. | Ndlg. | Spiel- punkte | Diff. | Tabellen- punkte |
| -- | -------------- | ------ | ----- | ------ | ----- | ------------- | ----- | ---------------- |
| 1. | Argentinien XV | 3      | 3     | 0      | 0     | 174:45        | + 129 | 9                |
| 2. | Uruguay        | 3      | 2     | 0      | 1     | 95:78         | + 17  | 7                |
| 3. | Chile          | 3      | 1     | 0      | 2     | 78:68         | + 10  | 5                |
| 4. | Paraguay       | 3      | 0     | 0      | 3     | 23:179        | − 156 | 3                |

### Ergebnisse
| 6. Oktober 2001 | Uruguay | 62 : 8  | Paraguay                            | Carrasco Polo Club, Montevideo Schiedsrichter: M. Cesarsky |
| 6. Oktober 2001 | Versuche: Bono Costabile Grillé Ibarra Lapetina Pagani Pérez Sierra Strafversuch Erhöhungen: Menchaca (7) Straftritte: Menchaca | Bericht | Versuche: Boccia Straftritte: Hoppe | Carrasco Polo Club, Montevideo Schiedsrichter: M. Cesarsky |

| 13. Oktober 2001 | Uruguay                                                                         | 26 : 7         | Chile                                  | Old Christians Club, Montevideo Schiedsrichter: Santiago Borsani (Argentinien) |
| 13. Oktober 2001 | Versuche: Costabile (2) Menchaca Erhöhungen: Menchaca Straftritte: Menchaca (3) | (13:0) Bericht | Versuche: Pizarro Erhöhungen: González | Old Christians Club, Montevideo Schiedsrichter: Santiago Borsani (Argentinien) |

| 27. Oktober 2001 | Chile | 48 : 0 | Paraguay | Prince of Wales Country Club, Santiago de Chile |
| 27. Oktober 2001 |       |        |          | Prince of Wales Country Club, Santiago de Chile |

| 10. November 2001 | Paraguay | 15 : 69 | Argentinien XV | Colegio San José, Asunción |
| 10. November 2001 |          |         |                | Colegio San José, Asunción |

| 17. November 2001 | Chile | 23 : 42 | Argentinien XV | Carr de la Reina, Santiago de Chile |
| 17. November 2001 |       |         |                | Carr de la Reina, Santiago de Chile |

| 24. November 2001 | Argentinien XV | 63 : 7 | Uruguay | La Plata Rugby Club, La Plata |
| 24. November 2001 |                |        |         | La Plata Rugby Club, La Plata |

## Division B

### Tabelle
Für einen Sieg gab es drei Punkte, für ein Unentschieden zwei Punkte, bei einer Niederlage einen Punkt.
|    | Land      | Spiele | Siege | Unent. | Ndlg. | Spiel- punkte | Diff. | Tabellen- punkte |
| -- | --------- | ------ | ----- | ------ | ----- | ------------- | ----- | ---------------- |
| 1. | Brasilien | 3      | 3     | 0      | 0     | 99:24         | + 75  | 9                |
| 2. | Venezuela | 3      | 2     | 0      | 1     | 104:33        | + 71  | 7                |
| 3. | Peru      | 3      | 1     | 0      | 2     | 59:107        | − 48  | 5                |
| 4. | Kolumbien | 3      | 0     | 0      | 3     | 22:120        | − 98  | 3                |

### Ergebnisse
| 6. Oktober 2001 | Venezuela | 55 : 0 | Kolumbien | Ciudad Universitaria, Caracas |
| 6. Oktober 2001 |           |        |           | Ciudad Universitaria, Caracas |

| 13. Oktober 2001 | Venezuela | 46 : 19 | Peru | Ciudad Universitaria, Caracas |
| 13. Oktober 2001 |           |         |      | Ciudad Universitaria, Caracas |

| 27. Oktober 2001 | Brasilien | 51 : 9 | Peru | Estádio Municipal, Varginha |
| 27. Oktober 2001 |           |        |      | Estádio Municipal, Varginha |

| 3. November 2001 | Kolumbien | 12 : 44 | Brasilien | Estadio El Salitre, Bogotá |
| 3. November 2001 |           |         |           | Estadio El Salitre, Bogotá |

| 17. November 2001 | Brasilien | 14 : 3 | Venezuela | São Paulo Athletic Club, São Paulo |
| 17. November 2001 |           |        |           | São Paulo Athletic Club, São Paulo |

| 17. November 2001 | Peru | 31 : 10 | Kolumbien | Centro Cultural Deportivo, Lima |
| 17. November 2001 |      |         |           | Centro Cultural Deportivo, Lima |